# 竹内康雄
竹内 康雄（たけうち やすお、1957年2月25日 - ）は、日本の実業家。オリンパス取締役代表執行役会長兼ESGオフィサー。

## 人物・経歴
東京都出身。1980年中央大学商学部卒業、オリンパス光学工業（現オリンパス）入社。2009年執行役員。2012年取締役専務執行役員グループ経営統括室長。2015年取締役専務執行役員経営統括室長。2016年取締役副社長兼チーフファイナンシャルオフィサー（CFO）。オリンパス事件以来初となる社長交代により、2019年から代表取締役社長チーフエグゼクティブオフィサー（CEO）を務め、改革プランの策定などにあたった。2023年取締役代表執行役会長兼ESGオフィサー。しかし2024年10月28日シュテファン・カウフマン社長兼CEOが違法薬物疑惑で辞任したことで、再度CEO復帰。